# Козёл-Маклейн, Джейн
Джейн Козёл-Маклейн (англ. Jane Koziol-McLain, род. 29 октября 1956) — американо-новозеландская учёная, специализирующаяся на домашнем насилии. Она является профессором Оклендского технологического университета.

## Научная карьера
После бакалавриата в Университете Лойолы в Чикаго Козёл-Маклейн в 1989 году защитила степень магистра с диссертацией под названием «Вариации ортостатических жизненно важных показателей у отдельных пациентов отделения неотложной помощи», а затем в 1999 году защитила докторскую диссертацию в Университете Колорадо. После постдокторантуры в Университете Джонса Хопкинса она перешла в Оклендский технологический университет, где в 2008 году дослужилась до профессора.
Работа Козёл-МакЛейн, начиная с её докторской степени, в основном связана с изучением факторов риска домашнего насилия.

## Избранные труды
- Campbell, Jacquelyn C., Daniel Webster, Jane Koziol-McLain, Carolyn Block, Doris Campbell, Mary Ann Curry, Faye Gary et al. "Risk factors for femicide in abusive relationships: Results from a multisite case control study." American Journal of Public Health[англ.] 93, no. 7 (2003): 1089–1097.
- Abbott, Jean, Robin Johnson, Jane Koziol-McLain, and Steven R. Lowenstein. "Domestic violence against women: incidence and prevalence in an emergency department population." JAMA 273, no. 22 (1995): 1763–1767.
- Gilbert, Eric H., Steven R. Lowenstein, Jane Koziol-McLain, Diane C. Barta, and John Steiner. "Chart reviews in emergency medicine research: where are the methods?." Annals of Emergency Medicine[англ.] 27, no. 3 (1996): 305–308.
- Honigman, Benjamin, Mary Kay Theis, Jane Koziol-McLain, Robert Roach, Ray Yip, Charles Houston, and Lorna G. Moore. "Acute mountain sickness in a general tourist population at moderate altitudes." Annals of Internal Medicine[англ.] 118, no. 8 (1993): 587–592.
- Campbell, Jacquelyn C., Daniel W. Webster, Jane Koziol-McLain, Carolyn Rebecca Block, Doris Williams Campbell, Mary Ann Curry, Faye Gary et al. "Assessing risk factors for intimate partner homicide." National Institute of Justice Journal 250 (2003): 14–19.